# 原梅生
原梅生（1962年10月—），男，汉族，山西河津人，中华人民共和国政治人物，经济学者。现任中华全国供销合作总社监事会副主任。

## 生平
原梅生生于河津市阳村乡太阳村。1982年毕业于山西财经学院贸易经济专业，1987年获美国俄克拉何马大学工商管理硕士，后获中国人民大学农业与农村发展学院在读博士学位。曾在山西财经大学国际贸易学院任教授、研究生导师，2005年6月至2011年1月任山西财经大学校长。2011年2月，任中华全国供销合作总社财会部部长。2019年9月，改任中华全国供销合作总社经济发展与改革部部长。2020年9月，当选中华全国供销合作总社监事会副主任（兼任经济发展与改革部部长至12月）。